# Anse du Fond Curé
L'anse du Fond Curé ou Fond-du-Curé ou plage de l'Anse a Gillo, est une plage et un quartier de Terre-de-Haut, l'une des deux îles de l'archipel des Saintes (Guadeloupe, Antilles françaises).

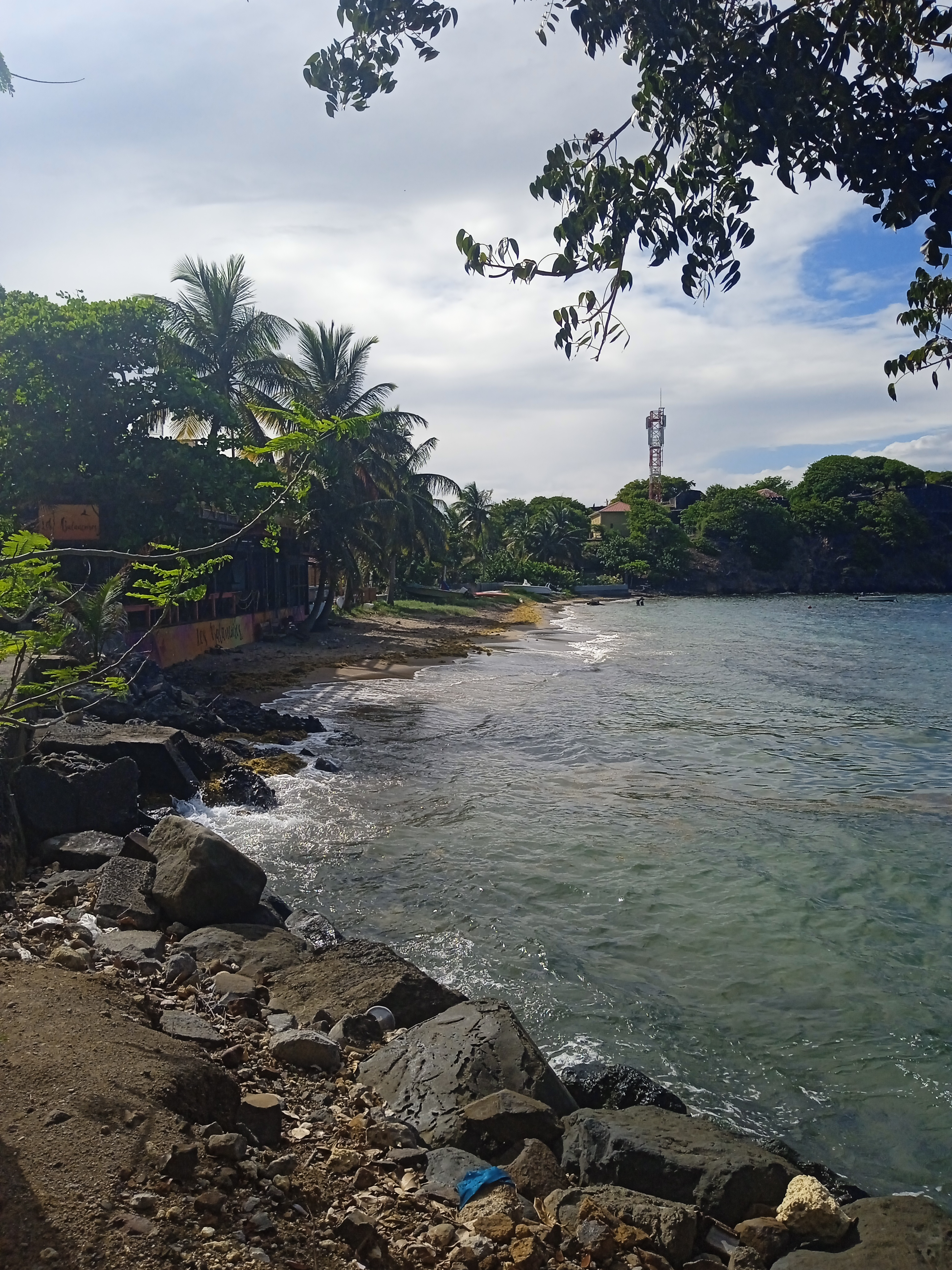
Plage de Anse a Gillo ou de l'anse du Fond Curé.
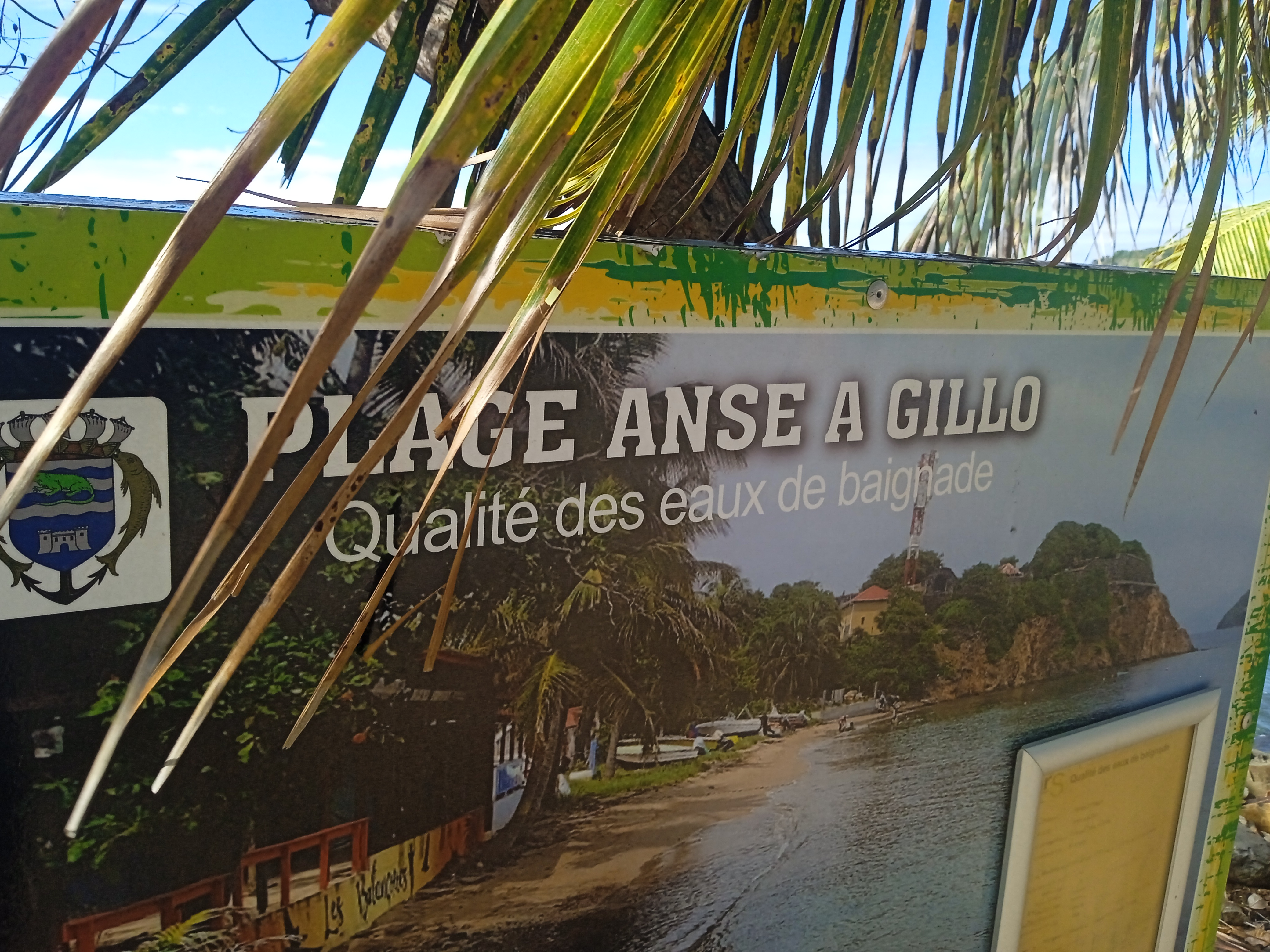
Plage Anse a Gillo.